# Хиллз, Арнолд
А́рнолд Фрэнк Хиллз (англ. Arnold Frank Hills; 12 марта 1857 — 7 марта 1927) — английский предприниматель, футболист, филантроп, пропагандист вегетарианства.

## Биография
Родился в Камберуэлле (Суррей) в семье производителя дымоходов. Окончил школу Харроу, а затем Университетский колледж Оксфордского университета.
В мае 1886 года женился на Мэри Элизабет Лафон. В браке родилось пятеро детей.
К концу жизни страдал от артрита, из-за чего стал инвалидом. В марте 1927 года умер в Пенсхерсте (Кент) в возрасте 69 лет.

## Спортивная карьера
В 1878 году стал чемпионом по бегу на английскую милю (4 минуты 28 секунд), год спустя выиграл соревнования по бегу на три мили. Также играл в крикет и футбол за школьную команду Харроу, а затем и за команды Оксфордского университета. В 1880 году получил степень бакалавра искусств. В составе футбольной команды «Оксфорд Юниверсити» дошёл до финала Кубка Англии 1877 года, в котором оксфордцы проиграли клубу «Уондерерс».
5 апреля 1879 года Хиллз провёл свою единственную игру за национальную сборную Англии: это был матч против сборной Шотландии на лондонском стадионе «Сарри Крикет Граунд». В той игре англичане обыграли шотландцев со счётом 5:4.
Также играл за «Олд Харроувианс» (футбольную команду из выпускников Харроу).

## Основание «Вест Хэм Юнайтед»
Летом 1895 Арнолд Хиллз и Дейв Тейлор помогли основать футбольный клуб «Темз Айронуоркс», который спустя пять лет был преобразован в «Вест Хэм Юнайтед», существующий по сей день. Хиллз полагал, что местное сообщество в Вест Хэме должно иметь свою футбольную команду и финансово помогал клубу до апреля 1900 года, когда руководство клуба взяло курс на «профессионализм». После этого Хиллз, полагавший, что клуб должен быть «народным», а не профессиональным, разорвал с ним все связи.

## Предпринимательство
С 1880 года Хиллз вошёл в совет директоров судостроительной компании «Темз Айронуоркс энд Шипбилдинг». На протяжении пяти лет жил среди судостроительных рабочих в небольшом доме в Каннинг-таун (Ньюэм). Организовал несколько мест для отдыха рабочих. Под его руководством был построен дредноут HMS Thunderer, линейный корабль типа «Орион», ставший последним крупным военным кораблём, построенным компанией. После постройки корабля Хиллз спустился к стапелю на своём инвалидном кресле, чтобы лично наблюдать его спуск на воду.

## Пропаганда вегетарианства
Хиллз был президентом Лондонского вегетарианского общества, где работал вместе с молодым Махатмой Ганди. Он стал первым президентом вегетарианского велосипедного и атлетического клуба (англ. Vegetarian Cycling and Athletic Club) и президентом лондонского вегетарианского прогулочного клуба (англ. London Vegetarian Rambling Club). Он основал журнал «Вегетарианец» (англ. The Vegetarian), а также «Вегетарианский федеральный союз» (англ. Vegetarian Federal Union), в котором был президентом. Поддерживал тесные связи с лигой трезвости. Основал Ориолетский фрукторианский госпиталь в Лоутоне (Эссекс).
В своей книге «Жизненно важная еда» (англ. Vital Food) приводил аргументы в пользу сыроедения.

## Книги Хиллза
- «Жизненно важная еда» (англ. Vital Food) (1892)
- «Вегетарианские эссе» (англ. Vegetarian Essays) (1892)
- «Эссе о вегетарианстве» (англ. Essays on Vegetarianism) (1910)